# Mani Ratnam
Mani Ratnam, de son vrai nom Gopala Ratnam Subramaniam, né le 2 juin 1956 à Madurai (Tamil Nadu), est un réalisateur, scénariste et producteur indien.
Le choix de ses sujets, souvent ancrés dans la réalité sociale ou politique, et la qualité de ses réalisations alliés au respect des conventions du cinéma populaire, lui valurent la reconnaissance du grand public, des critiques et des plus grandes stars qui tournent volontiers avec lui. Sa façon de filmer, avec un esthétisme qui lui est propre, influence profondément le cinéma indien.

## Biographie
Gopala Ratnam Subramaniam est né le 2 juin 1956 à Madurai, l'état du Tamil Nadu, en Inde. Il est le deuxième enfant d'une famille évoluant dans le milieu du cinéma. Son père Gopal Ratnam est distributeur pour la société Venus Pictures et son oncle "Venus" Krishnamurthy était producteur. Son frère aîné, G.Venkateswaran (1948 - 2003), dit G.V., patron de la Sujatha Productions (P) Ltd, puis de la G.V.Films Ltd. Son frère cadet, G.Srinivasan (1958 - 2007), responsable de la Madras Talkies (avec Mani Ratnam)
Mani Ratnam étudie dans le domaine du management à l'institut Jamnalal Bajajet et entame, par la suite, une brève carrière de consultant.

### 1983–1985: Les premières réalisations
Puis en 1983, Mani Ratnam s'oriente vers le cinéma.
N'ayant fait aucune d'études ou de formation au préalable dans cette discipline, ni d'avoir jamais été assistant d'aucun, sa seule force de conviction lui permet de convaincre Balu Mahendra, (chef opérateur et metteur en scène de renom), de travailler pour lui, sur sa toute première réalisation, en langue Kannada, intitulé Pallavi Anu Pallavi dans laquelle l'acteur hindi Anil Kapoor interprète son premier grand rôle. Ce triangle amoureux ne remporte pas un franc succès public, mais il est acclamé par la critique, ce qui lui vaut de remporter le Karnataka State Film Award du meilleur scénario. Les chansons d'Ilayaraja sont déjà très mélodieuses.
Pour Unaru, en 1984, Mani Ratnam s'envole dans un autre état du sud, le Kérala, sur la demande du producteur N.G.John qui souhaite qu'il réalise un thriller politique avec Mohanlal. Il est question de corruption au sein d'un mouvement syndicaliste. C'est Ilayaraja qui assure la musique du film. Finalement à sa sortie, en avril, Unaru ne laisse pas une grande trace dans la mémoire des spectateurs malayalams, mais permet, tout de même, à Mani Ratnam de continuer sa passion : la réalisation.
Arrive en 1985, Pagal Nilavu, un film de gangsters, qui marquait les débuts de Mani Ratnam dans le cinéma tamoul. C'est son ami d'enfance, Thiyagarajan qui le produisit sous la bannière de sa Sathiya Jyothi Films. La musique est confiée à Ilayaraja. Mais Pagal Nilavu ne remplit pas les salles de cinéma tamoules à sortie, durant cet été-là, c'est un revers.
À la suite de ces deux échecs commerciaux, le cinéaste connait enfin, quelques mois après, en septembre, son premier succès au box-office tamoul, avec le mélodrame Idaya Kovil (1985), Ilayaraja est alors, au sommet de sa créativité musicale.

### 1986–1991: Percée et reconnaissance
L'année d'après, en 1986  il réalise et sort son Mouna Ragam. Projet que le réalisateur mit longtemps à mettre sur pied et grâce à son grand frère, le producteur G.Venkateswaran (dit G.V., de la Sujatha Productions (P) Ltd, ici, qui deviendra, plus tard, la maison G.V.Films Ltd).  L'immense succès commercial et critique de ce mélodrame le propulse au rang de cinéaste de premier plan à Kollywood. La bande originale composée par Ilayaraja y contribue pour beaucoup, c'est depuis un grand standard de la musique tamoule.
Il confirme cette importante réussite, dès l'année suivante, en 1987 (lors du Deepavali), avec, à nouveau, un film de gangsters Nayakan (porté par un très "grand" Kamal Hassan) qui rafle de nombreuses récompenses et représente l'Inde aux Oscars.
En 1988, Mani Ratnam réunit Prabhu Ganesan et Karthik, (deux fils d'acteurs, respectivement, du monstre sacré Sivaji Ganesan et du grand Muthuraman) autour d'Agni Natchathiram. Ce thriller reçoit de nombreux prix.
Puis, Mani Ratnam tourne pour le public de l'Andhra-Pradesh, Geethanjali. Cette tragique histoire d'amour suscite un énorme engouement populaire et médiatique, qui se traduit par de grosses recettes et récompenses pour toute l'équipe du film. Le film a été sorti en tamoul ave une version doublée intitulée Idhayathai Thirudathe.
Et il la démarre par un drame familial, Anjali, du prénom de sa petite héroïne, de trois ans, mentalement déficiente à sa naissance, cachée par son père au reste de la famille. En 1990, Mani Ratnam fondait une maison de production avec S.Sriram, l'Aalayam.
Puis quelques mois après, pour les fêtes de Deepavali 90, c'est un polar musclé, Chatriyan, avec l'un des spécialistes du genre, Vijayakanth et produit par Mani Ratnam (via sa Aalayam Productions), qui cède sa place ici, de réalisateur à K.Subash. Si sa bande originale ne contient que trois chansons, la musique du film d'Ilayaraja prend le relai et vient combler ce manque. Chatriyan, en plus d'engranger d'énormes bénéfices, se paie le luxe de gagner le statut de film culte. C'est avec Chatriyan que Mani Ratnam devint producteur à part entière, sous l'appellation d'Aalayam.
Un peu plus d'un an après, pour les fêtes de Deepavali 91, Mani Ratnam revient, en force, aux commandes d'un autre grand film de gangsters, Thalapathi, à la distribution quatre étoiles, Rajinikanth, d'un côté et de l'autre, Mammootty. Les deux grandes stars du Sud incarnent deux styles de criminels. Le succès de Thalapathi est retentissant car il est populaire, générant de très gros gains et aussi une critique élogieuse à son égard, résultant de nombreuses distinctions.

### 1992–2000: Acclamation et critique nationale
Mani Ratnam élargit ses thèmes et enclenche un nouveau cycle consacré au terrorisme, à travers trois longs-métrages.
En 1992, il met en œuvre le premier de cette trilogie, le thriller-romantique Roja  et produit par la Kavithalayaa Productions de K.Balachander, avec l'acteur Arvind Swamy. Le film fut doublé dans les autres langues dravidiennes, y compris en Hindi, faisant valoir la reconnaissance nationale pour Mani Ratnam. C'est à cette occasion-là, qu'il introduit officiellement, un jeune prodige de la musique de film, A. R. Rahman Sa bande originale fut une tempête musicale. Un nouveau son était né, en Inde. À partir de ce temps-là, les deux professionnels (Mani Ratnam et A.R. Rahman) ne vont plus se quitter.
Pour Dasarathan, Mani Ratnam reprend sa casquette de producteur et délègue son poste de réalisateur à l'acteur Raja Krishnamoorthy, (plus connu sous le surnom de Kitty). Ce pur film d'action tamoul ne trouve ni son public, ni de bonnes critiques pour le sauver.
Le mois suivant, avec Gaayam, Mani Ratnam revient sur les terres de l'Andhra-Pradesh, où il co-écrit, (seulement) avec Ram Gopal Varma, réalisateur de ce film de gangsters, (inspiré de la guerre des gangs qui fit rage dans la cité de Vijayawada, dans les années 1980) avec l'acteur télougou Jagapati Babu, en tête d'affiche. Gaayam triomphe auprès du grand public et se voit décerner une flopée de récompenses. Le compositeur Sri Kommineni (dit Sri) fournit cinq chansons pour le film. Une suite lui sera donnée en 2010, Gaayam 2.
Puis, le metteur en scène tamoul revient avec un sujet plus léger, Thiruda Thiruda, une comédie d'aventures, qui est l'affiche pour le Deepavali 93. Si le film ne fonctionna pas correctement au box-office, en revanche, il se tailla, au fil du temps, le statut de grand classique. La musique d'A.R. Rahman fit sensation, dès sa sortie.
La Madras Talkies, une autre maison de production de Mani Ratnam en partenariat avec son petit frère, G.Srinivasan et son épouse, la comédienne Suhasini, née en 1995.
Toujours en 1995. Mani Ratnam s'attaque à son second volet sur le terrorisme avec le drame Bombay (1995). En toile de fond les émeutes de Bombay de décembre 1992 à janvier 1993 qui ensanglantèrent cette grande ville. C'est au milieu de ce bourbier, qu'un journaliste hindou (joué par l'acteur Arvind Swamy) marié à une jeune musulmane (Manisha Koirala), cherche désespérément leurs petits jumeaux. Mani Ratnam y dénonce le sectarisme religieux et incite à plus de tolérance et d'ouverture. Le cinéaste fut victime d'une tentative d'attentat sur sa personne, en représailles. Encore actuellement sur la "liste noire" de groupes terroristes, Mani Ratnam bénéficie d'une protection policière,. A.R.Rahman, pour sa part, donne l'une de ses meilleures bandes originales. Bombay remporte un vif succès populaire malgré la controverse qui l'entoure et reçoit une pluie de récompenses, au printemps de cette année-là.
Deux mois après Bombay, sort Indira. Si le premier s'attaquait vigoureusement aux guerres de religion, le second combat énergiquement le système pervers des castes. Écrit à quatre mains, c'est-à-dire, avec Suhasini, sa femme, Mani Ratnam lui confie également son fauteuil de metteur en scène, pour que la comédienne tourne ce drame rural, où l'héroïne, Indira (Anu Hassan), accompagnée de son bien-aimé (Arvind Swamy) luttent pour leur communauté face à un élu peu scrupuleux qui veut les spolier. A.R.Rahman délivre une très mélodieuse bande originale.
Aasai est un thriller de septembre 1995, produit par Mani Ratnam. Vasanth, assistant du légendaire K. Balachander, en est l'auteur et dirige le jeune Ajith Kumar, dont son personnage. Aasai est un énorme succès populaire, son histoire et sa musique du compositeur Deva en sont à l'origine. Le film reçoit aussi des récompenses.
En 1997, Mani Ratnam co-produit (Madras Talkies) et réalise Iruvar, une biographie romancée, inspiré de la vie de MGR, de M. Karunanidhi, de J. Jayalalithaa avec des liaisons étroites entre leur cinéma et de leur politique, dans l'état du Tamil Nadu, durant un demi-siècle. Servie par la star du Kérala, Mohanlal, en tête. C'est dans cette saga, que l'actrice Aishwarya Raï, ex-Miss Monde 1994, débute au cinéma. Programmé pour les fêtes de Pongal, ainsi que pour le cinquantenaire de l'Indépendance de l'Inde, Iruvar est mal accueil au Pays Tamoul, cependant il connait un énorme engouement à travers le monde et gagne finalement la qualification de grand classique du cinéma. Le jeune virtuose A.R.Rahman signe à nouveau un bel album.
Nerrukku Ner est une variation, à peine voilée d' Agni Natchathiram. C'est l'équipe technique d'Aasai qui se reforme. Mani Ratnam, producteur, Vasanth, auteur-réalisateur et Deva, compositeur. Pour cet autre thriller, son affiche rassemble deux futurs stars des années 2000, Vijay et Surya (dans son premier rôle).
C'est donc ainsi, en 1998, qu'il se retrouve à tourner son tout premier long-métrage hindi, Dil Se, marquant par là, son entrée dans la grande Mecque du cinéma du Nord (c'est-à-dire à Bollywood). Dil Se, c'est aussi le troisième film de la « trilogie du terrorisme », avec un Shah Rukh Khan en reporter très convaincant face à une Manisha Koirala en terroriste-kamikaze fanatisée jusqu'au fond des yeux, dans une histoire d'amour impossible. Le film, sorti quelques jours après les commémorations de l'Indépendance, fut un échec au box-office indien, mais connaît comme la précédente œuvre du cinéaste (Iruvar), un immense succès à l'étranger. Il devient le premier film indien à être classé dans le top 10 au box-office anglais. A.R.Rahman, toujours égal à lui-même, franchit avec la musique et les chansons de Dil Se, encore une nouvelle étape, dans sa notoriété. C'est la India Talkies (composée de Bharat Shah, Ram Gopal Varma, Shekhar Kapur, Mani Ratnam et G.Srinivasan) qui produit ce thriller.
Le scénario de Taj Mahal est le fruit de l'imagination débordante de Mani Ratnam, en 1999. Pour sa réalisation, c'est le très expérimenté Bharathiraja qui s'en charge. Il en profite pour introniser son fils Manoj dans ce drame rural. En effet, Taj Mahal narre la rivalité de deux villages depuis de nombreuses générations où deux de leurs jeunes gens essaient de s'aimer. La partition musicale d'A.R.Rahman est encore un bel évènement. Taj Mahal obtient qu'une faible audience lors de sa sortie pour les fêtes de Deepavali de 1999. Produit par Janani Ishwarya, (la fille de Bharathiraja), par l'intermédiaire de sa Janani Ciné Arts.
C'est avec le film romantique musicale Alai Payuthey, que Mani Ratnam revient au pays (Tamoul) et franchit le cap de l'an 2000. Il dirige le couple d'acteurs, R. Madhavan (dans son premier grand rôle) et Shalini (une enfant star) dans une série de flashback, pour raconter leur péripétie conjugale. Alai Payuthey plait énormément au public, en ce nouvel an tamoul, au point qu'une version Hindi (Saathiya) verra le jour deux ans, plus tard, en 2002, avec une nouvelle distribution.

### 2002–2010: Succès continu
Mani Rathnan produit des films tels que Dumm Dumm Dumm. en 2001, avec R. Madhavan, en compagnie cette fois de l'actrice Jyothika et Five Star, une histoire de passage à l'âge adulte.
En début de 2002, Mani Ratnam réalise Kannathil Muthamittal. Ce drame poignant, avec pour contexte, la guerre civile au Sri Lanka, décrit le périple d'une petite fille (P.S.Keerthana), adoptée, à la recherche de sa génitrice. Le musicien A.R. Rahman, au diapason du metteur en scène, lui offre une partition qui colle parfaitement aux images. Kannathil Muthamittal connaît un succès international et remporte maintes récompenses, notamment six Filmfare Awards South, dont celui du meilleur réalisateur et six National Film Awards, dont celui du meilleur film.
Saathiya, la version hindi d'Alai Payuthey, Shaad Ali, un autre assistant de Mani Ratnam, se charge de la réaliser à la manière du maître. Vivek Oberoi et Rani Mukherjee sont choisis pour incarner le couple dans cette adaptation. La star Shah Rukh Khan y participe le temps d'un caméo prolongé. Le compositeur A.R.Rahman réorchestre sa partition, en y remplaçant quelques titres. Tout comme son modèle, Saathiya fait un carton au box-office et obtient des récompenses et cloture l'année 2002. La Yash Raj Films se joint à la Madras Talkies pour produire Saathiya.
Il revient dans les coulisses du cinéma hindi, après une interruption de six ans (Dil Se, 1998), avec, de nouveau, un film de gangsters Yuva (2004). Le réalisateur s'entoure d'un trio d'acteurs du Nord. Le projet est, à la fois, planifié en langue tamoul sous le titre d'Aayitha Ezhuthu avec une distribution différente, adaptée à son public. Les deux films font l'objet d'une sortie simultanée au mois de mai. Il se solde par un triomphe tandis que son alter-ego hindi rentre à peine dans ses frais. Le long-métrage suivant, Guru (2007), un drame inspiré de la vie réelle de l'industriel indien Dhirubhai Ambani, avec le couple à l'écran comme à la ville. En 2010, il travaille sur le projet bilingue (tamoul et hindi) Raavanan / Raavan, adapté de l'épopée mythologique Ramayana.

### 2013–présent: Retour et multi stars
Trois ans plus tard, en 2013, il produit et réalise Kadal, qui fut un échec public et critique en Inde.
Il fut suivi par O Kadhal Kanmani (2015), un mélodrame qui raconte l'histoire d'un couple cohabitant. La critique acclame O Kadhal Kanmani  et Mani Ratnam renoue enfin, avec le succès commercial. Son prochain film est Kaatru Veliyidai (2017) qui est un raté massif et un échec cinématographique colossal. Le cinéaste est de retour avec un grand bang dans Chekka Chivantha Vaanam (2018) , un drame de vengeance fort qui explore la quête de l'homme pour l'argent et le pouvoir et comment elle peut l'emporter sur des relations même étroites. Ensuite, il scénarise et produit le dramatique Vaanam Kottattum (2020).
Le projet de rêve du réalisateur Mani Ratnam, Ponniyin Selvan: I (2022) a été un énorme succès et a battu tous les records au box-office. Le film était l’un des plus rentables de l’industrie tamoule. Le film de Mani Ratnam est une fiction historique basée sur un roman du même nom et écrit par Kalki Krishnamurthy. Ponniyin Selvan a présenté Karthi, Vikram, Aishwarya Rai Bachchan, Jayam Ravi, Karthi et Trisha  dans les rôles principaux. En 2025, son film de gangsters Thug Life voit son retour avec les acteurs Kamal Haasan, Silambarasan et Trisha.

### Vie privée
Marié en 1988, à l'actrice et réalisatrice Suhasini, (nièce de l'acteur Kamal Haasan), naquit de leur union, un fils, Gautham Nandhan, en 1992. Ils résident ensemble à Alwarpet, à Chennai, où Mani Ratnam dirige sa société de production, la Madras Talkies.

## Filmographie
| Année | Titre                   | Langue    | Fonction(s)                           |
| ----- | ----------------------- | --------- | ------------------------------------- |
| 1983  | Pallavi Anu Pallavi     | Kannada   | Réalisateur, scénariste               |
| 1985  | Unaru                   | Malayalam | Réalisateur                           |
| 1985  | Pagal Nilavu            | Tamoul    | Réalisateur, scénariste               |
| 1985  | Idaya Kovil             | Tamoul    | Réalisateur                           |
| 1986  | Mouna Raagam            | Tamoul    | Réalisateur, scénariste               |
| 1987  | Nayagan                 | Tamoul    | Réalisateur, producteur et scénariste |
| 1988  | Agni Natchathiram       | Tamoul    | Réalisateur, scénariste               |
| 1989  | Geethanjali             | Télougou  | Réalisateur, scénariste               |
| 1990  | Chatriyan               | Tamoul    | Producteur                            |
| 1990  | Anjali                  | Tamoul    | Réalisateur, scénariste               |
| 1991  | Thalapathi              | Tamoul    | Réalisateur, scénariste               |
| 1992  | Roja                    | Tamoul    | Réalisateur, producteur et scénariste |
| 1993  | Dasarathan              | Tamoul    | Producteur                            |
| 1993  | Gaayam                  | Télougou  | Scénariste                            |
| 1993  | Thiruda Thiruda         | Tamoul    | Réalisateur, producteur et scénariste |
| 1995  | Bombay                  | Tamoul    | Réalisateur, producteur et scénariste |
| 1995  | Indira                  | Tamoul    | Scénariste et producteur              |
| 1995  | Aasai                   | Tamoul    | Producteur                            |
| 1997  | Iruvar                  | Tamoul    | Réalisateur, producteur et scénariste |
| 1997  | Nerukku Ner             | Tamoul    | Producteur                            |
| 1998  | Dil Se                  | Hindi     | Réalisateur, producteur et scénariste |
| 1999  | Taj Mahal               | Tamoul    | Scénariste                            |
| 2000  | Alaipayuthey            | Tamoul    | Réalisateur, scénariste               |
| 2001  | Dum Dum Dum             | Tamoul    | Producteur                            |
| 2002  | Five Star               | Tamoul    | Producteur                            |
| 2002  | Kannathil Muthamittal   | Tamoul    | Réalisateur, producteur et scénariste |
| 2002  | Saathiya                | Hindi     | Scénariste et producteur              |
| 2004  | Yuva                    | Hindi     | Réalisateur, producteur et scénariste |
| 2004  | Aaytha Ezhuthu          | Tamoul    | Réalisateur, producteur et scénariste |
| 2007  | Guru                    | Hindi     | Réalisateur, producteur               |
| 2010  | Raavanan                | Tamoul    | Réalisateur, producteur et scénariste |
| 2010  | Raavan                  | Hindi     | Réalisateur, producteur et scénariste |
| 2013  | Kadal                   | Tamoul    | Réalisateur, producteur et scénariste |
| 2017  | Ok Jaanu                | Hindi     | Scénariste et producteur              |
| 2015  | O Kadhal Kanmani        | Tamoul    | Réalisateur, producteur et scénariste |
| 2017  | Kaatru Veliyidai        | Tamoul    | Réalisateur, producteur et scénariste |
| 2018  | Chekka Chivantha Vaanam | Tamoul    | Réalisateur, producteur et scénariste |
| 2020  | Vaanam Kottattum        | Tamoul    | Scénariste et producteur              |
| 2022  | Ponniyin Selvan: I      | Tamoul    | Réalisateur, producteur et scénariste |
| 2023  | Ponniyin Selvan: II     | Tamoul    | Réalisateur, producteur et scénariste |
| 2025  | Thug Life               | Tamoul    | Réalisateur, producteur et scénariste |

### Télévision
| 2021 | Navarasa : neuf émotions | Tamoul | producteur et scénariste |

## Analyse
Depuis le début des années 1980, Mani Ratnam contribue largement à redéfinir les codes  le cinéma du Sud, notamment, du Pays Tamoul et de l'Andhra Pradesh, longtemps dévolu aux films religieux et mythologiques, jusqu'au début des années 1960. Il trouve une tonalité particulière, qui tranche avec celle du cinéma hindi, du Nord, de plus en plus influencé par les productions occidentales et du cinéma bengali, souvent qualifié d'intellectuel. Cette « troisième voie », à mi-chemin entre le cinéma commercial et le cinéma d'auteur, est un équilibre entre le respect des conventions du genre commercial -histoires d'amour et chansons chorégraphiées- et l'introduction de sujets en prise avec la société indienne contemporaine, associés à une exigence de qualité dans la réalisation.

### Thématiques
En 2002, Mani Ratnam déclare : « En tant que réalisateur, j'ai une responsabilité vis-à-vis de la société, et j'essaie d'évoquer les problèmes actuels à ma façon ». Cette volonté d'être en prise avec son temps se traduit dans les thématiques qu'il aborde :
- le terrorisme : Mani Ratnam évolue d'une dénonciation peu nuancée du terrorisme au Cachemire dans Roja à la peinture tragique des ravages du sectarisme religieux, quel que soit son bord, dans Bombay. Puis dans Dil Se, il décrit l'engrenage de la violence dans les états du nord, les terroristes répondant à l'incurie de l'état et aux exactions de l'armée par des attentats. Les deux premiers films attirent un nombreux public indien, alors que Dil Se, échec commercial en Inde, est le premier film indien à entrer dans le Top 10 au Royaume-Uni.
- le banditisme : si Nayakan et Dalapathi sont des polars mafieux mettant en scène deux parrains - le premier à Mumbai, le second à Chennai - ils ne négligent pas de souligner que le crime trouve souvent son origine dans la misère ou une enfance meurtrie.
- la corruption : avec Iruvar, biographie de Marudu Gopalan Ramachandran, célèbribrissime acteur tamoul devenu leader politique, Mani Ratnam dévoile les dessous pas toujours très nets du monde de la politique. Ce portrait réaliste, bien que teinté d'admiration, suscite la colère tant des partis politiques que de la population tamoule qui refuse de voir le vrai visage d'un homme qu'elle adule. Yuva, et sa version tamoule Aayitha Ezhuthu, dénoncent les méthodes violentes utilisées par certains hommes politiques bengalis. Ces deux derniers films sont bien accueillis de même que Guru très largement inspiré de la vie de l'industriel Dhirubhai Ambani : le fils d'un instituteur de campagne devient l'un des plus puissants hommes d'affaires indiens grâce à son travail acharné et à son flair mais aussi ses manipulations et son absence de sens moral.
- les relations conjugales : contrairement à de nombreux films indiens, ceux de Mani Ratnam ne s'attardent pas sur la naissance de l'amour, mais traitent de l'après mariage et de ses difficultés. Ainsi Mouna Ragam raconte la première année de vie d'un couple issu d'un mariage arrangé, la jeune femme n'arrivant pas à oublier son premier amour. Les difficultés de la vie les rapprochent et créent des liens qui les incitent à renoncer au divorce qu'ils envisageaient. La situation de départ est inversée dans Alaipayuthe : deux jeunes gens de milieux sociaux différents bravent l'opposition familiale pour se marier, mais leur vie commune devient vite très difficile, les deux époux adoptant une attitude égocentrique. Sans être le thème central du film, les relations conjugales sont également très présentes dans Roja, Bombay ou Guru.
- les héroïnes des films de Mani Ratnam sont des femmes fortes. Autonomes, prenant les décisions qui les concernent, elles sont les véritables protagonistes de Mouna Raagam, Roja ou Dil Se et font jeu égal avec le héros dans Bombay, Alaipayuthey et Kannathil Muthamittal.

### Respect des conventions
Mani Ratnam revendique clairement de réaliser des films commerciaux : « Je fais des films commerciaux. Je ne pense pas que commercial soit une injure ». Ses films respectent donc les conventions du genre et comportent des chansons chorégraphiées et des histoires d'amour. Cependant pour atteindre le réalisme séducteur qui les caractérise, le réalisateur travaille toujours avec un souci de qualité et de renouveau.
- la musique : Mani Ratnam veille à ce que ses films bénéficient une musique de qualité, non seulement parce que c'est un élément important de marketing, mais aussi parce qu'il pense que cela fait partie intégrante de la tradition cinématographique indienne : « Certains disent qu'on ne peut être un réalisateur sérieux et continuer à mettre de la musique et des danses dans les films, mais c'est notre patrimoine de réalisateurs indiens. Nous ne devons pas en avoir honte ». Mani Ratnam confie la musique des dix films qu'il réalise de 1983 à 1991 à Ilayaraja, compositeur talentueux et prolifique. Ces chansons jouirent et jouissent toujours du succès, Rakkama Kaiya Thattu (du film Thalapathi) étant classée 4e au Top 10 de BBC World 2002. En 1992, Mani Ratnam engage le jeune A.R.Rahman et lui demande de composer la musique de Roja. Cette première bande originale de A.R.Rahman est un immense succès et une révolution dans le monde de la musique filmi. En effet, le compositeur introduit dans sa musique non seulement des éléments de musique occidentale, mais aussi des instruments modernes tels que le synthétiseur. Précédemment compositeur de musique publicitaire, cette expérience lui apprit à créer une ambiance dans un laps de temps très court. Cinq des douze musiques de films composées par A.R.Rahman pour Mani Ratnam furent primées : Roja, Bombay, Dil Se, Alaipayuthey et Guru.
- les chorégraphies : le soin tout particulier que Mani Ratnam apporte à la réalisation des chorégraphies fait l'admiration de ses pairs. Ram Gopal Varma déclare : « Après, avoir vu Roja de Mani Ratnam. J'ai été fasciné par sa façon de filmer les chansons ; pour la première fois j'ai eu envie de bien filmer les chansons. » Le réalisateur tamoul renouvelle la manière de filmer les chorégraphies utilisant des mouvements de grues et des montages courts[5]. Cette esthétique proche du clip est particulièrement efficace dans Chaiyya Chaiyya (Dil Se) où Shahrukh Khan et Malaika Arora dansent sur le toit d'un train en marche. Farah Khan reçoit le Filmfare Awards 1999 pour la chorégraphie de Chaiyya Chaiyya.
- les histoires d'amour : le cinéma indien, traditionnellement pudique, exprime les sentiments et la sensualité dans les scènes musicales, qui se révèlent être parfois assez audacieuses. Mani Ratnam tourne des scènes montrant la réelle intimité du couple, teintées d'un érotisme latent. Il obtient ce résultat grâce à l'abandon et à la confiance totale que lui accordent les acteurs.

### Réalisation
Mani Ratnam porte une grande attention aux aspects techniques de la réalisation et consacre beaucoup de temps à la post-production : montage, post-synchronisation. Il s'est toujours débrouillé pour s'entourer des meilleurs techniciens que ce soient les chefs opérateurs ou les décorateurs.
- les chefs opérateurs : Balu Mahendra, Madhu Ambat, Ramachandra Babu, Santosh Sivan, P.C. Sreeram, Rajiv Menon et Ravi K Chandran... Mani Ratnam collabora avec les plus grands chefs-opérateurs indiens, conscient de leur apport à ses films : « Il fut le premier à démontrer que la beauté de la photo et la qualité technique étaient aussi importantes que le scénario » déclare l'un de ses assistants, Susi Ganesan. Plusieurs d'entre eux furent récompensés : P.C. Sreeram pour Nayakan, Santosh Sivan pour Dil Se et Ravi K. Chandran pour Kannathil Muthamittal.
- les décors sont toujours extrêmement soignés et souvent impressionnants. Dans les studios de Madras, Mani Ratnam n' hésitait pas à faire recréer entièrement un bidonville pour Nayakan ou le Bombay des années 1950 pour Guru. Les décors naturels sont tout aussi somptueux, tels le Ladakh ou les backwaters du Kerala dans Dil Se, le palais du mariage musulman dans Bombay, le pont de Calcutta dans Yuva. Thotta Tharani (Nayakan) et Sabu Cyril (Yuva) remportèrent des récompenses pour la qualité de leurs décors.
- Mani Ratnam est un directeur d'acteurs de talent. Exigeant, il obtient le meilleur de ses comédiens. Convaincus de l'importance pour leur carrière d'un rôle avec le réalisateur tamoul, les plus grands n'hésitent pas, ne regrettent pas une seconde, à travailler avec lui : Rajinikanth, Kamal Haasan, Shahrukh Khan. C'est également un découvreur de talent, il offrit leur premier rôle à Aishwarya Rai, Preity Zinta, Arvind Swamy, et à Anil Kapoor (1er rôle important) et révéla dans Yuva les potentialités d'Abhishek Bachchan qui peinait à émerger depuis plusieurs années.

## Distinctions
| Date | Distinction                              | Catégorie                                                    | Film                  | Résultat   |
| ---- | ---------------------------------------- | ------------------------------------------------------------ | --------------------- | ---------- |
| 1984 | Karnataka State Film Awards              | Meilleur scénario                                            | Pallavi Anu Pallavi   | Lauréat    |
| 1987 | Filmfare Awards South                    | Meilleur réalisateur                                         | Mouna Ragam           | Lauréat    |
| 1987 | National Film Awards                     | Meilleur film régional                                       | Mouna Ragam           | Lauréat    |
| 1989 | Tamil Nadu State Film Awards             | Troisième meilleur film                                      | Agni Natchathiram     | Lauréat    |
| 1990 | National Film Awards                     | Meilleur film populaire divertissant                         | Geethanjali           | Lauréat    |
| 1990 | Nandi Awards                             | Meilleur scénario                                            | Geethanjali           | Lauréat    |
| 1992 | Filmfare Awards South                    | Meilleur réalisateur                                         | Thalapathi            | Lauréat    |
| 1992 | National Film Awards                     | Meilleur film régional                                       | Anjali                | Lauréat    |
| 1993 | National Film Awards                     | Prix Nargis Dutt de l'intégration nationale                  | Roja                  | Lauréat    |
| 1993 | Tamil Nadu State Film Awards             | Meilleur réalisateur                                         | Roja                  | Lauréat    |
| 1993 | V. Shantaram Awards                      | Meilleur réalisateur                                         | Roja                  | Lauréat    |
| 1994 | Moscow International Film Festival       | Prix Golden St. George du meilleur film                      | Roja                  | Nomination |
| 1996 | Filmfare Awards South                    | Meilleur film                                                | Bombay                | Lauréat    |
| 1996 | Filmfare Awards South                    | Meilleur réalisateur                                         | Bombay                | Lauréat    |
| 1996 | National Film Awards                     | Prix Nargis Dutt de l'intégration nationale                  | Bombay                | Lauréat    |
| 1996 | Star Screen Awards                       | Meilleur réalisateur                                         | Bombay                | Lauréat    |
| 1996 | Edinburgh International Film Festival    | Prix du Gala Award                                           | Bombay                | Lauréat    |
| 1996 | Jerusalem Film Festival                  | Mention honorable                                            | Bombay                | Lauréat    |
| 1996 | Political Film Society Awards            | Prix spécial                                                 | Bombay                | Lauréat    |
| 1997 | Filmfare Awards                          | Meilleur critique pour un film                               | Bombay                | Lauréat    |
| 1998 | Belgrade Film Festival                   | Meilleur film                                                | Iruvar                | Lauréat    |
| 1999 | Festival international du film de Berlin | Prix NETPAC (Mention spéciale)                               | Dil Se                | Lauréat    |
| 2003 | Filmfare Awards South                    | Meilleur réalisateur                                         | Kannathil Muthamittal | Lauréat    |
| 2003 | National Film Awards                     | Meilleur film régional                                       | Kannathil Muthamittal | Lauréat    |
| 2003 | Tamil Nadu State Film Awards             | Deuxième meilleur film                                       | Kannathil Muthamittal | Lauréat    |
| 2003 | Jerusalem Film Festival                  | Prix In The Spirit of Freedom Award du meilleur long métrage | Kannathil Muthamittal | Lauréat    |
| 2003 | International Tamil Film Awards          | Meilleur film                                                | Kannathil Muthamittal | Lauréat    |
| 2003 | International Tamil Film Awards          | Meilleur réalisateur                                         | Kannathil Muthamittal | Lauréat    |
| 2003 | RiverRun International Film Festival     | Prix de la meilleure audience du meilleur long métrage       | Kannathil Muthamittal | Lauréat    |
| 2003 | Zimbabwe International Film Festival     | Meilleur film                                                | Kannathil Muthamittal | Lauréat    |
| 2003 | Film Fest New Haven Awards               | Prix de la meilleure audience                                | Kannathil Muthamittal | Lauréat    |
| 2003 | Film Fest New Haven Awards               | Prix du meilleur jury                                        | Kannathil Muthamittal | Lauréat    |
| 2003 | Film Fest New Haven Awards               | Prix spécial                                                 | Kannathil Muthamittal | Lauréat    |
| 2003 | Westchester Film Festival                | Meilleur film international                                  | Kannathil Muthamittal | Lauréat    |
| 2003 | Indian Film Festival of Los Angeles      | Meilleur film                                                | Kannathil Muthamittal | Lauréat    |
| 2006 | Filmfare Awards                          | Meilleur critique pour un film                               | Yuva                  | Lauréat    |
| 2006 | Filmfare Awards                          | Meilleur scénario                                            | Yuva                  | Lauréat    |
| 2006 | Star Screen Awards                       | Meilleur réalisateur                                         | Yuva                  | Nomination |
| 2006 | Star Screen Awards                       | Meilleur scénario                                            | Yuva                  | Nomination |
| 2008 | Filmfare Awards                          | Meilleur film                                                | Guru                  | Nomination |
| 2008 | Filmfare Awards                          | Meilleur réalisateur                                         | Guru                  | Nomination |
| 2008 | Filmfare Awards                          | Meilleure histoire                                           | Guru                  | Nomination |
| 2008 | V. Shantaram Awards                      | Meilleur réalisateur                                         | Guru                  | Lauréat    |
| 2016 | Filmfare Awards                          | Meilleur réalisateur                                         | O Kadhal Kanmani      | Nomination |

### Projection dans les festivals
- Festival international du film de Berlin (Berlinale) : Dil Se (1999) ; Alaipayuthey (2001)
- Festival international du film de Toronto : Kannathil Muthamittal (2002)
- Vous avez dit Bollywood (Centre national d'art et de culture Georges-Pompidou, Paris) en 2004 pour Nayakan (1987), Dil Se (1998)[16]

### Sources et bibliographie
- Notices d'autorité :   - VIAF
  - ISNI
  - BnF (données)
  - IdRef
  - LCCN
  - GND
  - Pays-Bas
  - Pologne
  - Israël
  - Australie
  - Norvège
- (en) Lalitha Gopalan, Bombay: BFI Film Classics, British Film Institute, 2005, 88 p.  (ISBN 978-0851709567)
- (en) Baradwaj Rangan, Conversations with Mani Ratnam, Penguin Books India, 2014, 320 p.  (ISBN 978-0670085200)